# Gulspricklav
Gulspricklav (Pleopsidium chlorophanum) är en lavart som först beskrevs av Göran Wahlenberg, och fick sitt nu gällande namn av Friederich Wilhelm Zopf. Gulspricklav ingår i släktet Pleopsidium och familjen Acarosporaceae.  Arten är reproducerande i Sverige. Inga underarter finns listade i Catalogue of Life.